# Alan Bahia
Alan Bahia (født 14. januar 1983) er en brasiliansk fodboldspiller.